# 东茗乡
东茗乡，中国浙江省绍兴市新昌县下辖的一个乡。

## 辖区
该乡辖有：	上来村、里王村、后岱山村、后金山村、下岩贝村、石下坑村、马安山村（舊稱馬鞍山邨）、东茗村、东芝村、章黄山村、康庄村、前后坪村（前坪、後坪）、黄潭村（舊稱黃潭坑邨）、东丰坑村、白岩村。